# Xiashan
För andra betydelser, se Xiashan (olika betydelser).
Xiashan är ett stadsdistrikt i staden Zhanjiang på prefekturnivå i provinsen Guangdong i sydöstra Kina.
Xiashan är indelat i tolv stadsdelsdistrikt (jiedao). 
- Aiguo (爱国街道)
- Dongxin (东新街道)
- Gongnong (工农街道)
- Haibin (海滨街道)
- Haitou (海头街道)
- Jianshe (建设街道)
- Jiefang (解放街道)
- Lehua (乐华街道)
- Quanzhuang (泉庄街道)
- Xinxing (新兴街道)
- Xinyuan (新园街道)
- Youyi (友谊街道)